# IC 1935
IC 1935 ist eine Spiralgalaxie vom Hubble-Typ SA(s)cd? pec im Sternbild Pendeluhr am Südsternhimmel, sie ist schätzungsweise 243 Millionen Lichtjahre von der Milchstraße entfernt.
Entdeckt wurde das Objekt am 14. Oktober 1898 von DeLisle Stewart.